# 花帰葬
『花帰葬』（はなきそう）は、「HaccaWorks*」制作の女性向け・全年齢対象Windows用ゲームソフト。略称は『花』。ジャンルは「ビジュアルアドベンチャーゲーム」。また、これを原作とする音楽CD、携帯アプリ、ゲームソフト、ドラマCD、漫画の関連作品である。

## 概要
本作品は、2003年より頒布が開始された同人ゲームであり、同人サークルHaccaWorks*のデビュー作である。また、女性向けの内容を持つ同人ゲームとしては、2008年現在で唯一、コンシューマ化されている作品である。
原案・シナリオはユウミリク、原画は夢各神ミサキ。また、主題歌をはじめとしたBGMの作曲及び歌唱をすべて、志方あきこが担当している。
制作告知当初はサウンドノベルゲームと紹介されていたが、作中は登場人物達の会話と静止画でストーリーが進行し、情景や事象などの描写が文章表現では一切なされていないため、最終的にはビジュアルアドベンチャーゲームと称された。
雪が世界を滅ぼすと言い伝えられている異世界を舞台にしたファンタジー。マルチエンディング形式で、プレイヤーは主人公である青年・玄冬（くろと）の主観、視点からストーリーを進めていくことになる。

### 頒布・販売履歴
- 2003年12月 - コミックマーケット65にて初版頒布開始。
- 2004年12月 - コミックマーケット67にて第2版頒布開始。
- 2005年12月 - 携帯サイト@インターチャネルより、FOMA版携帯アプリが配信される。
- 2006年7月 - PlayStation 2専用ソフトとしてコンシューマ化。販売元は株式会社プロトタイプ。有名声優を多数起用したフルボイス化がなされている。
- 同月 - コミックブレイドZEBELで漫画の連載がスタート。作者は幸田真希。同誌の休刊後は月刊コミックブレイドアヴァルスに移籍し、連載された。
- 2010年8月 - PSP用に販売[3]。
- 2013年6月 - PSP用ダウンロード版を配信。PS Vitaにおいてもプレイが可能となった[4]。

## あらすじ
人の命が失われ過ぎたとき、この世に生まれる「玄冬」を媒介にして、雪に埋もれ潰えると伝えられてきた世界。かつての大戦終結から幾星霜の歳月が流れ、人は再び戦乱の世を迎えようとしていた。暦の上では既に春だというのに、降りしきる雪は一向に止む気配も無く、人々はいつ始まってもおかしくない戦争と、古くからの伝承に不安を隠しきれないまま、日々を過ごしていた。救済を乞う人々に、七カ国の内の一つ、彩（さい）国に身を置く白の預言師は、「この雪は、争いを望まぬ創造主の嘆きである」と語った。そして、たったひとつを消せば、世界は滅びを免れるということも。
世界を滅亡へと導く終焉の冬と同じ名を冠する、記憶喪失の青年・玄冬と、彼に手を差し伸べた少年・花白（はなしろ）。雪に閉ざされた白銀の世界で、自身のことさえ思い出せないまま花白の手を取ったまさにその頃、二人を捕らえるべく動きだした者達がいた。

## 主な登場人物
キャラクターボイスはPS2版、およびドラマCDのキャスト。
玄冬（くろと）
声 - 三木眞一郎
作品の主人公。22歳、身長は185cm、男性。実直で、少し融通が利かないところはあるが、基本的には人畜無害。物語当初は記憶を失っており、理由もわからずに罪悪感を抱いていて、記憶喪失前の自分をどう捉えていいのか悩んでいる。
「人が人を殺しすぎた」際に世界を滅ぼす為に生まれる媒介であり、この世界を続かせるために消さなければならない存在。幼い頃から自分が「玄冬」であることを聞かされてきた為、他人に関わることに消極的。世界を滅ぼすという、自身の役目は全く受け入れておらず、いつか救世主が自分を殺しに来ることだけを心待ちにしていた。治癒能力に長けており、救世主から受けた傷以外は癒すことが出来る。
存在が特異なことを除けば普通の人間。山暮らしで、自然の恵みを大切にする。料理上手で、野菜嫌いの花白も、彼の作った料理ならできるかぎり食べると明言している。外伝DISC「花帰葬-PLUS+DISC-」のタイピングゲームでは、黒鷹の野菜嫌いに怒りが頂点に達し、とんでもないお弁当を作りだす。キャラクターコセンプトは「主人公で悩める人」という製作者もツッコミを入れるほど簡潔なコンセプト。
花白（はなしろ）
声 - 斎賀みつき
もう一人の主人公。16歳、身長は165cm、男性。玄冬と行動を共にしている少年。記憶を失う前の玄冬を知っている人物であり、その失った経緯を唯一知る。利発だが少々短気で、感情の抑制がきかないところがある。繊細な外見ではあるがかなりの剣の使い手。玄冬には甘く、また依存も強い。
「玄冬」を殺せる唯一の人物であり、世界を救うとされる救世主。生まれたときから「救世主」としての教育を施されており、どんな時でも周りから正当化される環境にあった為、自らを悪に仕立て上げようとする傾向がある。玄冬を殺し、世界を救うという役目も複雑な心境を抱えながら受け入れていたが、実際に玄冬と出会い、友人として過ごす内に救世主としての自分の使命に迷いを感じ始める。あらゆる意味で「玄冬」とは対となる存在。
救世主という役目を背負わされている以外ではごく普通の少年で、年相応に好き嫌いが激しく、そちら方面の関心もあり。肉が好きで野菜が苦手だが、玄冬が作ったものならば可能なかぎり食べる。特に嫌いなものは人参とシイタケ。キャラクターコンセプトは「ヒーローでヒロインでラスボス」。
黒鷹（くろたか）
声 - 井上和彦
神出鬼没の男性。年齢不詳、身長は180cm。突然玄冬の前に現れる謎の人物。常に物事を楽しんでいるように飄々としており、愉快犯的な態度を取る。どこか掴みきれない性格。白梟とは知り合いらしい。
救世主陣から玄冬を護り、彼を導く「黒の鳥」。
ユーザーの間では「パパ」と呼ばれているが、製作者側は「その名で呼ぶことは皆無に等しい」と言われている。外伝「PLUS+DISC」のタイピングゲーム「Typing of the Chicken」では主役的存在。
白梟（しろふくろう）
声 - 篠原恵美
彩国に身を置く預言師。年齢、性別共に不明であり、身長は170cm。一見優しく儚げな外見をしているが、常に冷静で少し理想論を掲げすぎているきらいがある。対立意見者には容赦ない。黒鷹とは知り合いらしい。また、花白とも顔見知り。
銀朱（ぎんしゅ）
声 - 伊藤健太郎
彩国の第三兵団の若き隊長であり、階級は少佐。（EDによっては大佐に昇格）年齢は23歳、身長は178cm。少し短気ではあるが、真面目で責任感が強く、部下達からは信頼が厚い。ある理由から玄冬と花白を追っている。花白とは顔見知り。
研究者（けんきゅうしゃ）
声 - 大川透
年齢不詳、男性。身長は175cm。管理の塔に現れる謎の人物。正体は、黒鷹と白梟をつくり、玄冬と花白を取り入れた「箱庭」を生み出した創世主。人が人を殺さなくて良い世界を今尚作り続けている。

## 主題歌
オープニングテーマ「花帰葬」
歌/作曲/編曲：志方あきこ 作詞：篠田朋子
エンディングテーマ「Se l'aura spira」
歌/作詞/作曲/編曲：志方あきこ
エンディングテーマ「黎明 〜Aurora〜」
歌/作詞/作曲/編曲：志方あきこ
エンディングテーマ「春告げ 〜Raggi di primavera〜」
歌/作曲/編曲：志方あきこ 作詞：篠田朋子
挿入歌「Sorriso（ソリーゾ）」
歌/作曲/編曲：志方あきこ 作詞：篠田朋子

## 漫画
2006年にコミックブレイドZEBEL（マッグガーデン）で連載開始。同誌休刊後は月刊コミックブレイドアヴァルス（同社）に移籍し、連載された。作者は幸田真希。単行本は全2巻。
1. 2008年1月10日発売 ISBN 4-861274-43-5
2. 2009年1月10日発売 ISBN 4-861275-77-6